# Samsø
 For alternative betydninger, se Samsø (flertydig). (Se også artikler, som begynder med Samsø)
Samsø er en ø i Kattegat midt i Danmark på 114,26 km². Den har 3.656 indbyggere (januar 2025) bosat i 22 landsbyer, hvoraf Tranebjerg er den største. 
Samsø Kommune består af Samsø og en række småøer. Kommunen blev oprettet i 1962 ved sammenlægning af sognekommunerne Besser, Kolby, Nordby, Onsbjerg og Tranebjerg, alle i Samsø Herred, der i 1970 blev overført fra Holbæk Amt til Århus Amt. Samsø blev ikke berørt af strukturreformens kommunesammenlægninger i 2007. Kommunalreformen i 2007 påvirker ikke kommunens grænser, men den har været nødt til at indgå samarbejdsaftaler med Odder Kommune og Aarhus Kommune.
Samsø består af Nordsamsø, hvis største by er Nordby, og Sydsamsø med Tranebjerg, Kolby Kås og Ballen, bundet sammen af en landtange ved hvis østlige side naturområdet Stavns Fjord ligger.

## Geografi
Øen er rig på naturoplevelser. Issehoved er øens nordligste punkt, hvor man kan opleve en miniatureudgave af Skagens "Grenen". Møgelskår og Ballebjerg er smukke, bakkede områder med adgang til stenstrand. Der er gode badestrande flere steder på øen. Besser Rev er åbent for publikum bortset fra i fuglenes yngleperiode frem til 16. juli. Det er et cirka 7 km langt rev, der strækker sig ud fra Samsø, og man kan gå ud til spidsen. Vær opmærksom på flod og ebbe, idet der nogle gange er en stærk strøm ved revets begyndelse ved højvande. På Sydøen er Brattingsborg Skov et besøg værd. Det er tilladt at cykle på alle befæstede skovveje i skoven.

## Historie
Der er spor fra mennesker på Samsø siden de tidligste tider, efter isen trak sig tilbage. Her jagtede man vildtet og siden bosatte man sig og begravede sine døde i gravhøje og rejste stendysser i stenalderen. Mange af gravhøjene på øen er dog fra bronzealderen, da man i denne periode anlagde dem på højdepunkter i landskabet. Det har reddet flere fra landbrug, bebyggelser og anden aktivitet gennem tiderne, hvorimod mange stenalderhøje er overpløjede eller helt fjernet i dag. Fra bronzealderen har vi også den 3.000 år gamle helligkilde Ilse Made kilde på øens vestkyst.
I jernalderen som fulgte, var der også megen aktivitet her og øen var blevet strategisk vigtig for den tiltagende magt-centralisering som prægede denne tid. Et sagn fortæller, at kong Angantyr døde i kamp på øen i år 726 og omkring samme tid (slutningen af jernalderen), gravede man Kanhavekanalen tværs over øen. 
Udgravninger på Tønnesminde, f.eks., viser at bosættelser har eksisteret der fra stenalderen gennem vikingetiden. 
Der blev i middelalderen bygget hele fem borge på Samsø. Brattingsborg (nu kaldet Gammel Brattingsborg) i Tranebjerg, Bisgård voldsted ved Bisgård i Onsbjerg sogn, hvor Bispegården nu står i dag, Vesborg på sydkysten hvor Vesborg Fyr i dag ligger placeret oven på borgvolden Hjortholm Voldsted på øen af samme navn i Stavns Fjord og endelig det lille fæstningsværk Blafferholm, som i dag ligger placeret i haven ved Brattingsborg Gods på sydøen. Der er dog ikke nogle egentlige overjordiske bygningslevn tilbage fra nogle af borganlæggene, kun voldstederne og visse dele af de begravede fundamenter findes i dag. Alle borgene var genstand for omfattende arkæologiske undersøgelser i perioden 2002-2009.
Christian 5. forærede 16. juni 1676 Samsø til Sophie Amalie Moth og 31. december 1677 ophøjede han hende til grevinde af Samsøe.
Under Danmarks søkrig med England 1801-1814 blev indsejlingen til Langøre havn i Stavns Fjord stærkt befæstet for at forhindre englænderne i at oprette et flådestøttepunkt her. Der blev anlagt kanonstillinger yderst på Besser Rev, på Kyholm og på Lilleøre. Voldene, der omgav disse kanonstillinger, kan ses i velbevaret stand.
I perioden 1831-1857 var der på Kyholm en karantænestation for pest og kolera, hvor skibe fra langfart skulle gå ind, hvis de havde sygdom om bord. På øen ligger i dag Danmarks ensomste kirkegård, hvor der ligger begravet omkring 100 Kyholmere.
Øen er tilgængelig hele året rundt, men man skal gå forsigtigt i fuglenes yngletid. 
På det nu nedrevne andelsmejeri Madebjerggård i Besser forsøgte man før 2. Verdenskrig at eftergøre den schweiziske Emmentaler-ost. Resultatet blev en ny ostetype, Samsø-osten, der nu produceres uden for Samsø.
Samsø hørte indtil kommunalreformen 1970 under Holbæk Amt, men blev da lagt under Århus Amt. Fra 2015 til 2016 steg befolkningstallet for første gang efter flere år med stadig færre beboere på øen. Tilflytningen blev især tilskrevet nye færgeruter.

## Infrastruktur og transport
Der er daglige færgeforbindelser for bilister fra Hov og for gående/cyklister fra Aarhus i Jylland til Sælvig med Samsø Rederi og fra Kalundborg på Sjælland til Ballen med SamsøFærgen. På øen er desuden en velfungerende flyveplads. Derudover er der Ballen Havn, Mårup Havn og Langør Havn, som alle er "sejlskibshavne" uden færgeforbindelser. Fra maj 2016 til juli 2018 var der med mellemrum færgeforbindelse til Aarhus med Samsø-Aarhus Forbindelsen, der sejlede med færgen M/F Issehoved.
Transportstrukturen på øen indbefattede indtil 2017 blandt andet Midttrafiks linje 131, som kørte fra Kolby Kås på Sydøen til Nordby på Nordøen. Busserne kørte i begge retninger knap hver time og betjente alle større landsbyer på øen samt begge færgelejer.
Samsø Kommunes eget busselskab hedder Samsø Bus og blev etableret i 2017. Selskabet kører en telebus, der skal bestilles mindst 2 timer før ønsket afgang.
Øen er velegnet til cykelferie, idet afstandene ikke er store.

## Erhverv
Samsø er blandt andet kendt for sine tidlige kartofler, der kan fås i det meste af landet. Samsø producerer også andre grøntsager, en del på økologiske landbrug, og for eksempel leveres der rødbeder, rødkål og græskar til konservesfabrikken Samsø Syltefabrik. Turisme er også et vigtigt erhverv. Siden 2006 har Samsø også haft eget bryggeri, Samsø Bryghus, som producerer adskillige ølprodukter ofte med navne med relation til stednavne eller kendte personer fra øen. Samsø er desuden også kendt for brug af vedvarende energi, og har siden 2007 har øen været selvforsynende med energi fra vind, sol og biomasse. Udover nogle landmøller, har øen også 10 styk 2 MW havvindmøller 5 km syd for øen fra 2002 til 2037.

## Kultur
Samsø Museum i Tranebjerg samt de tilhørende afdelinger af Økomuseum Samsø rundt på øen – bl.a. er det muligt at besøge et levende museum på et nedlagt husmandssted. I landsbyen Langemark findes et bilmuseum for det engelske bilmærke Austin kaldet Samsø Austin Museum.
I nærheden af Nordby findes verdens største permanente labyrint: Samsø-labyrinten. Samsø fik i løbet af 2009 et stjerneobservatorium i det tidligere Kabelhus lidt syd for Ballen. Samsø Observatorium A.m.b.a.
Siden 1989 er musikfestivalen Samsø Festival foregået over tre dage i uge 29 under navnet "Danmarks hyggeligste festival". 
Permelille er øens højest beliggende by. Her kan man besøge Svanegaarden ved øens eneste vandtårn.

### Sport
Siden 2009 er der i august blevet afholdt Samsø Maraton med start og mål i Tranebjerg. Der er faciliteter til tennis, fodbold og håndbold både udendørs som indendørs i Tranebjerg. Der er også golfbane ved byen Besser.

## I litteratur og populærkultur
- Ørvarodds saga beretter om kampene på Samsø, som Angantyr var involveret i.
- Saxos Gesta Danorum beretter bl.a. om Samsø.
- Strisser på Samsø er en tv-serie produceret af TV2. Den blev sendt i 1997-1998 og handler om en politibetjent, spillet af Lars Bom, Samsø.